# Terrier (Québec)
Le Terrier du Québec était jusqu'à la fin 2005 le registre public dans lequel le ministre des Ressources naturelles et de la Faune du Québec consignait les droits fonciers cédés ou obtenus par le gouvernement, selon la Loi sur les terres du domaine de l'État. 
Les gestionnaires publics, les notaires, les arpenteurs-géomètres et autres professionnels du domaine foncier pouvaient ainsi consulter l'information pertinente sur la tenure des terres et reconstituer l'origine du titre consenti par l'État.
Les principaux renseignements inscrits au registre étaient : 
- la désignation de l'immeuble à l'arpentage primitif et au cadastre ;
- la superficie de la propriété ;
- le nom du ministère ou de l'organisme qui a l'autorité sur la terre ou, le cas échéant, le nom du bénéficiaire, la nature du droit consenti et la date du document y afférent.

Depuis 1985, les données du Terrier sont accessibles par l'intermédiaire du Système d'information sur la tenure et l'affectation du territoire (SITAT). 
Depuis l'automne 2005, le Terrier est remplacé par le nouveau Registre du domaine de l’État (RDE). Toutes les données et toute l'information contenue dans le SITAT sont archivées mais demeurent tout de même accessibles dans le RDE qui est sous la responsabilité du Bureau de l'arpenteur général du Québec.